# Hallelujah, Baby!
Hallelujah, Baby! è un musical con libretto di Arthur Laurents, musiche di Jule Styne, testi di Betty Comden e Adolph Green. Il musical debuttò a Broadway nel 1968 e vinse quattro Tony Awards, tra cui miglior musical e miglior attrice protagonista in un musical per Leslie Uggams.